# Joel Courtney

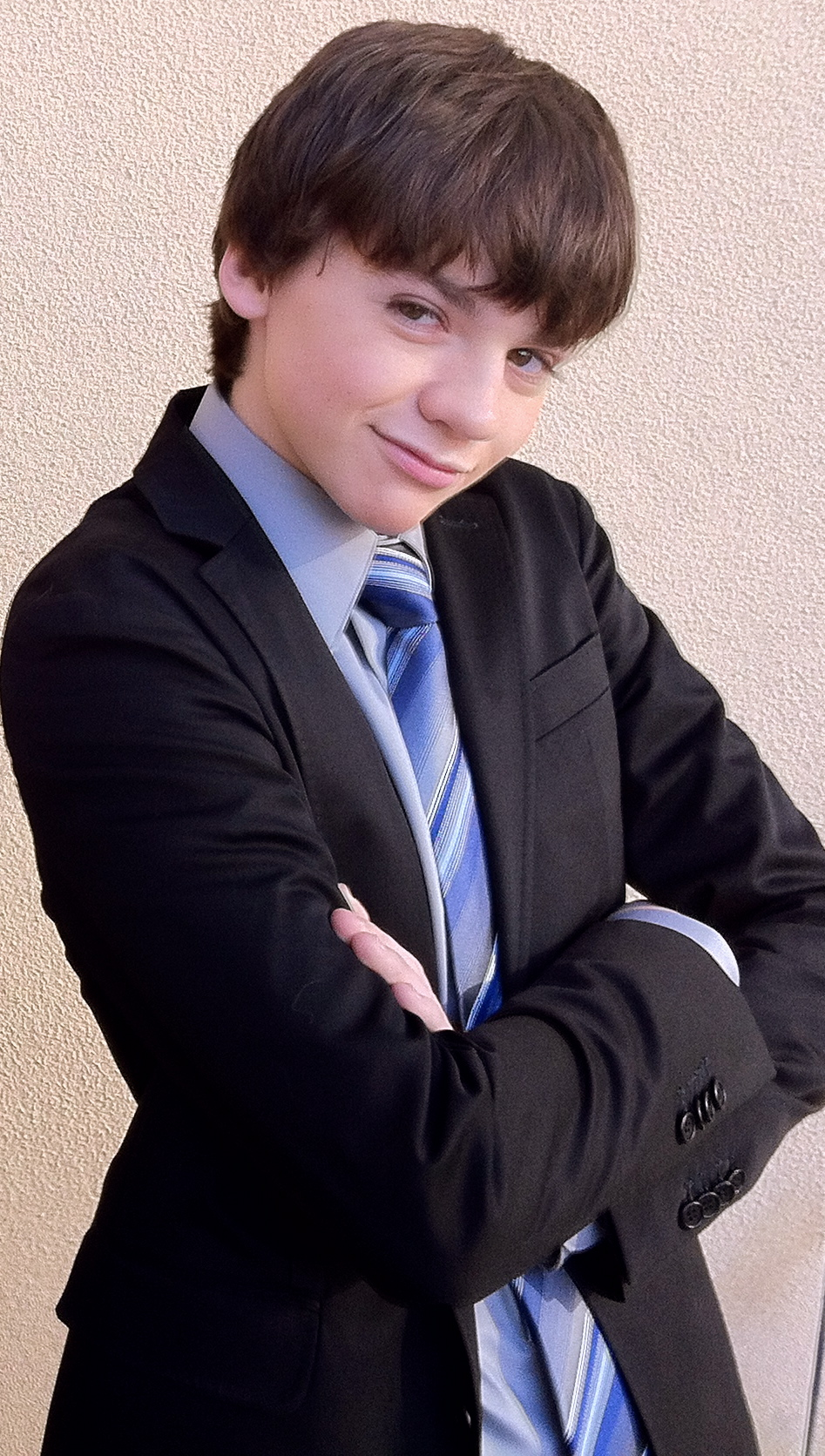
Joel Courtney (2012)

Joel Courtney (* 31. Januar 1996 in Monterey, Kalifornien) ist ein US-amerikanischer Schauspieler, bekannt durch seine Hauptrolle als Joseph „Joe“ Lamb im Film Super 8.

## Leben und Karriere
Joel Courtney wurde im Januar 1996 in der kalifornischen Küstenstadt Monterey geboren. Aufgewachsen ist er mit seinem älteren Bruder und seiner älteren Schwester in Moscow im US-Bundesstaat Idaho, da seine Eltern dort als Lehrer in einer Privatschule arbeiten. Im Alter von vierzehn Jahren zog er im Sommer zu seinem Bruder nach Los Angeles. Dort besuchte er eine Schauspielschule, wodurch sein Interesse an der Schauspielerei geweckt wurde. Danach besuchte er das Casting zu Paramount Pictures’ Science-Fiction-Film Super 8, zu dem J. J. Abrams das Drehbuch schrieb und Regie führte. In dem Film spielte er an der Seite von Elle Fanning und Kyle Chandler die Rolle des Protagonisten Joseph „Joe“ Lamb, einer von fünf Teenagern die im Jahr 1979 einen Zombiefilm drehen wollen und so einem militärischen Geheimprojekt auf die Schliche kommen. Für diese Rolle gewann Courtney den Saturn Award für den besten Nachwuchsschauspieler und bekam zahlreiche weitere Nominierungen, darunter eine als Bester Hauptdarsteller in einem Spielfilm bei den Young Artist Awards. Es folgte jeweils ein Gastauftritt in einer Doppelfolge von R. L. Stines Mystery-Horror-Fernsehserie R.L. Stine’s The Haunting Hour. Im August 2011 drehte er in Bulgarien den Film Tom Sawyer & Huckleberry Finn, in dem er neben Jake T. Austin die Hauptrolle des Tom Sawyer übernahm. Ebenfalls noch 2011 stand er als Nick Madsen neben Isabelle Fuhrman für den Film The Between vor der Kamera. Die Veröffentlichung dieser beiden Filme erfolgte 2013.
2018 wirkte Joel Courtney als einer der Hauptdarsteller in dem Film The Kissing Booth mit. Zwei Jahre später war er auch in The Kissing Booth 2 und 2021 auch in Teil 3 zu sehen.

## Filmografie (Auswahl)
- 2011: Super 8
- 2011: R. L. Stine’s The Haunting Hour (Fernsehserie, Episoden 2x01–2x02)
- 2014: Mercy – Der Teufel kennt keine Gnade (Mercy)
- 2014: Tom Sawyer & Huckleberry Finn
- 2015: The Messengers (Fernsehserie, 13 Episoden)
- 2016: Marvel’s Agents of S.H.I.E.L.D. (Fernsehserie, Episode 3x16)
- 2016: Dear Eleanor – Zwei Freundinnen auf der Suche nach ihrer Heldin (Dear Eleanor)
- 2018: The Kissing Booth
- 2019: Life Snatcher
- 2020: The Kissing Booth 2
- 2020: The Empty Man
- 2021: The Kissing Booth 3
- 2023: Jesus Revolution
- 2024: Players

## Auszeichnungen und Nominierungen
| Jahr | Auszeichnung                       | Für     | Kategorie                                                       | Resultat  |
| ---- | ---------------------------------- | ------- | --------------------------------------------------------------- | --------- |
| 2011 | Phoenix Film Critics Society Award | Super 8 | Best Performance by a Youth in a Lead or Supporting Role – Male | Nominiert |
| 2011 | Teen Choice Award                  | Super 8 | Choice Movie Chemistry                                          | Nominiert |
| 2011 | Teen Choice Award                  | Super 8 | Choice Movie Breakout: Male                                     | Nominiert |
| 2012 | Saturn Award                       | Super 8 | Best Performance by a Younger Actor                             | Gewonnen  |
| 2012 | Young Artist Award                 | Super 8 | Best Performance in a Feature Film – Leading Young Actor        | Nominiert |
| 2012 | Young Artist Award                 | Super 8 | Best Performance in a Feature Film – Young Ensemble Cast        | Nominiert |